# Они шли на Восток
«Они шли на Восток» (итал. Italiani, brava gente, англ. Attack and Retreat, фр. Marcher ou mourir) — совместный советско-итальянский художественный фильм 1964 года.

## Сюжет
Картина рассказывает о солдатах итальянских экспедиционных войск, воевавших во Вторую мировую войну с СССР на стороне гитлеровской Германии.
«Солдаты и офицеры итальянских дивизий шли на Восток, к Москве. Дорого стоил оккупантам каждый их шаг. В этом походе погибает молодой солдат — крестьянин Бадзокки… На Дону итальянцы переходят к обороне. Немцы отшвыривают их с дороги, давят под колесами обмороженных, раненых „союзников“. Среди отступающих — старшина Габриэлли. Ему не суждено больше увидеть родину: после многодневного мучительного продвижения Габриэлли замёрзнет в пустынном поле…».

## В главных ролях
| Актёр                                  | Роль                          |
| -------------------------------------- | ----------------------------- |
| Артур Кеннеди (Arthur Kennedy)         | Ферро-Мария Ферри             |
| Жанна Прохоренко                       | Катя                          |
| Раффаэле Пизу (Raffaele Pisu)          | Габриэлли                     |
| Татьяна Самойлова                      | Соня                          |
| Андреа Кекки                           | Сермонти                      |
| Риккардо Куччолла (Riccardo Cucciolla) | Санна                         |
| Валерий Сомов                          | Джулиано                      |
| Питер Фальк (Peter Michael Falk)       | военный врач                  |
| Лев Прыгунов                           | Баццоки                       |
| Владимир Балашов                       | Эпизод                        |
| Сергей Лукьянов                        | командир партизанского отряда |
| Исмаил Баразбиев                       | Эпизод                        |
| Валерий Головненков                    | Эпизод                        |
| Эрвин Кнаусмюллер                      | немецкий полковник            |
| Эльза Леждей                           | партизанка                    |
| Лаврентий Масоха                       | партизан                      |
| Нина Никитина                          | Эпизод                        |
| Александр Кузнецов                     | повар                         |
| Леа Массари (Lea Massari)              | Эпизод                        |
| Иван Савкин                            | Эпизод                        |
| Отар Коберидзе                         | раненый итальянский солдат    |
| Григорий Михайлов                      | партизан                      |
| Данута Столярская                      | врач партизанского отряда     |
| Ян Янакиев                             | майор                         |
| Нино Винджелли (Nino Vingelli)         | солдат из Амальфи             |
| Борис Кожухов                          | майор                         |
| И. Парамонов                           | немецкий солдат-дезертир      |
| Анатолий Сахновский                    | Эпизод                        |
| Винченцо Полицци (Vincenzo Polizzi)    | сицилиец                      |
| Джино Перниче (Gino Pernice)           | Коллоди                       |
| Владимир Селезнёв                      | Эпизод                        |

## Производство
Одну из ролей должен был исполнить Адриано Челентано, который успешно прошёл кинопробы, однако отказался от съёмок в картине, не желая надолго расставаться со своей женой Клаудией Мори.
Место съёмок — Полтава и сёла Полтавской области: Чернечий Яр, Гора, Нижние Млыны.